# Ernest Tsivoglou
Ernest Constantine Tsivoglou (* 1922 in New Hampshire, Vereinigte Staaten; † 22. Oktober 2007 in Atlanta, Georgia, Vereinigte Staaten) war ein US-amerikanischer Gewässer- und Strahlenschützer.
Ernest Constantine Tsivoglou wurde als Kind von Constantine Jordan Tsivoglou aus Konstantinopel und Lucinda Stearns Tsivoglou aus Boston geboren. Er wuchs in New York City auf und ging im Manhattan College zur Schule. Im Zweiten Weltkrieg diente er ab Januar 1944 im US Army Corps of Engineers in Indien. Er war zunächst Techniker für Trinkwasserversorgung im 30. Standortlazarett in Panagarh, Westbengalen, und später verantwortlicher Lagerverwalter im Sanitätsdepot für Ostindien in Kalkutta. 1946 verließ er die Streitkräfte und studierte anschließend Sanitärtechnik an der University of Minnesota. Kurz nach Aufnahme einer Arbeitsstelle als Sanitäringenieur im Taft-Center des US Public Health Service in Cincinnati begann er ein Aufbaustudium in Kernphysik an der Ohio State University. Er promovierte mit einer Arbeit zur Senkung der Radonkonzentration im Uranbergbau. Danach kehrte er an das Taft-Center zurück und wurde bald Leiter der Abteilung für technische Dienste und Forschung, wo er wegweisende Beiträge zum Gewässerschutz, insbesondere in Bezug auf radioaktive Kontamination, lieferte. Von 1966 bis 1974 war er Professor für Sanitärtechnik und Gewässerschutz am Georgia Institute of Technology in Atlanta. Unter anderem forschte er zur Selbstreinigung des Chattahoochee im Gebiet von Atlanta. Er erstellte auch ein Gutachten über die Folgen der Freisetzung von Radioaktivität aus dem geplanten Kernkraftwerk Kaiseraugst, Aargau. In den frühen 1980er-Jahren ging er als technischer Berater in den Ruhestand.
Ernest Tsivoglou starb an den Folgen eines Herzinfarkts. Er hinterließ seine Ehefrau Julaine, die er im Studium kennengelernt hatte, und drei Kinder. Er ist auf dem Nationalfriedhof von Georgia in Canton, Cherokee County, begraben.
In seiner Doktorarbeit entwickelte Ernest Tsivoglou die nach ihm benannte Tsivoglou-Methode zur Bestimmung der Konzentration von Radon-Zerfallsprodukten in der Luft. Bei ihr werden Aerosolteilchen auf einem Filter gesammelt und anschließend die Gesamt-Alpha-Aktivität auf dem Filter während dreier verschiedener Zeiträume gemessen. Sie wurde später von J. W. Thomas verbessert.